# Orcia
Il fiume Orcia è un fiume della Toscana meridionale, affluente di sinistra dell'Ombrone, di cui è il maggiore tributario dopo la Merse. Raccoglie infatti quasi interamente le acque di un vasto bacino idrico, quello del monte Amiata. Nel suo corso riceve il Formone, l'Asso e l'Ente.
Le sue sorgenti si trovano sulle pendici sud-occidentali del Monte Cetona, in provincia di Siena. Tocca i territori comunali di Cetona, Sarteano, Radicofani, Pienza, San Quirico d'Orcia, Castiglione d'Orcia e Montalcino. Relativamente agli ultimi due comuni, segna anche il confine con la provincia di Grosseto, inserendosi poi nei territori di quella provincia e più esattamente nei comuni di Castel del Piano e Cinigiano, dove avviene la sua confluenza nel fiume Ombrone.
Gran parte della vallata formata da questo fiume, la Val d'Orcia, è stata inserita nel 2004 tra i Patrimoni dell'Umanità dell'UNESCO per le straordinarie caratteristiche ambientali e paesaggistiche della zona.

## I ponti sull'Orcia
Il fiume presenta 17 ponti dalla sorgente alla foce:
- Strada Comunale Radicofani Cetona (Cetona): Ponte Orcia
- Via Montagna di Cetona (Radicofani)
- Strada Provinciale di Val d'Orcia (Radicofani)
- Ponte Pedonale del Pero (Radicofani)
- Strada del Pero (Radicofani)
- Strada Provinciale di Contignano (Pienza)
- Strada Provinciale Traversa Amiata Chianciano (Pienza)
- Strada Provinciale del Monte Amiata (Pienza): Ponte Nove Luci
- Acquedotto del Vivo (San Quirico d'Orcia)
- Strada Statale 2 Via Cassia (San Quirico d'Orcia)
- Ponte Pedonale Peruzzi (San Quirico d'Orcia)
- Strada del Molino dell'Orcia (Castiglione d'Orcia): Ponte Pedonale Molino dell'Orcia
- Ferrovia Asciano-Monte Antico (Castiglione d'Orcia)
- Ferrovia Asciano-Monte Antico (Montalcino)
- Strada Provinciale della Grossola (Montalcino)
- Acquedotto del Vivo (Montalcino)
- Traversa dei Monti (Montalcino)

## L'area protetta
Il Basso corso del fiume Orcia è un sito di interesse regionale (SIR) non compreso nel sistema delle aree protette e non incluso nella rete ecologica europea Natura 2000. È un esempio di ecosistema fluviale con alveo ampio, estesi greti ghiaiosi, formazioni ripariali autoctone in buono stato di conservazione e con scarso condizionamento antropico (garighe alveali di basso corso con santolinieti).
i principali elementi di criticità interni al sito sono:
- Insufficiente livello di conoscenza delle emergenze naturalistiche, delle cause di minaccia e delle tendenze in atto.
- Qualità delle acque non ottimale.
- Periodi estivi di magra accentuati da prelievi e derivazioni.
- Attività estrattive dismesse ai confini del sito.
- Disturbo antropico dovuto ad attività ricreative (pesca sportiva, caccia).
- Possibili interventi di regimazione idraulica e di asportazione della vegetazione in alveo.
- Possibile riduzione/cessazione del pascolo nelle garighe a santolina e nelle praterie.
- Presenza di specie alloctone (pesci, robinia).
- Possibile disturbo/distruzione di nidiate e alterazione di habitat provocati dal passaggio di automezzi.

I principali elementi di criticità esterni al sito sono:
- Prevista realizzazione di un sito estrattivo su terrazzi fluviali confinanti con il SIR.
- Captazioni e prelievi idrici nel bacino.
- Aree circostanti con diffusissima e crescente presenza di colture intensive (vigneti) a forte impatto.
- Trasformazioni degli agroecosistemi, con progressiva scomparsa di siepi e alberature, e conseguente aumento della frammentazione degli habitat per le specie più sensibili legate a questi ambienti.
- Assi stradali e ferroviari lungo l'intero perimetro del sito.

I principali obiettivi di conservazione da adottare sono:
1. Conservazione/ripristino della naturalità dell'alveo e della qualità delle acque (EE).
2. Mantenimento del mosaico vegetazionale costituito da praterie, garighe, boscaglie, ecc. (EE), ed eventuali interventi di riqualificazione della vegetazione ripariale (M).
3. Conservazione delle garighe a Santolina etrusca (E). d) Mantenimento di un deflusso minimo nei mesi estivi, mediante la progressiva riduzione di captazioni ed emungimenti (E).
4. Miglioramento delle conoscenze sulle emergenze naturalistiche, le cause di minaccia e le tendenze in atto (M). f) Riqualificazione dei popolamenti di pesci (M).
5. Incremento della presenza di elementi di naturalità (infrastrutture ecologiche) nelle aree collinari circostanti occupate da vigneti intensivi (B). h) Programmi a medio termine di recupero/ampliamento dell'alveo a scapito di aree coltivate all'interno o nelle vicinanze delle aree di pertinenza fluviale e recupero delle aree estrattive abbandonate (B).

Indicazioni per le misure di conservazione:
- Misure regolamentari tese a evitare interventi che favoriscano un aumento dell'artificialità e del carico antropico nel sito (a es., realizzazione di viabilità a uso non esclusivamente agricolo) (EE).
- Limitazione degli interventi di gestione della vegetazione in alveo e di regimazione idraulica a quelli strettamente necessari per motivi di sicurezza e definizione di un protocollo tecnico per l'esecuzione di tali interventi (valido anche per gli altri SIR con caratteristiche simili) (EE).
- Definizione di un complesso di misure per il miglioramento della qualità delle acque e il loro uso compatibile (E).
- Attivazione di indagini sulle emergenze naturalistiche (prioritariamente sui popolamenti di uccelli nidificanti) e sullo stato di conservazione del sito (M).
- Misure contrattuali per la progressiva riduzione delle attività agricole in aree di competenza fluviale, destinando tali aree, così come le praterie e le garighe, a un pascolamento controllato (M).
- Definizione di misure regolamentari o contrattuali per l'incremento della presenza di siepi, alberature e aree incolte nelle zone collinari circostanti occupate da vigneti intensivi (B).
- Cessazione delle eventuali immissioni di pesci a scopo alieutico (B).
- Controllo degli scarichi di rifiuti solidi in alveo (B).
- Controllo del passaggio di veicoli in alveo (da consentire solo presso guadi definiti) (B).
- Interventi di rinaturalizzazione della vegetazione ripariale (B).

## Geomorfologia
La tipologia ambientale prevalente nel SIR è data dal corso d'acqua ad alveo ampio che dà luogo a rete di canali anastomosati, con vegetazione pioniera dei greti sassosi e dei terrazzi fluviali, arbusteti e boschi ripariali. Altre tipologie ambientali rilevanti sono i seminativi e i pascoli contigui all'alveo.

## Fauna
Importanti popolamenti di uccelli legati al mosaico di praterie, garighe, arbusteti e boscaglie ripariali. Sono con ogni probabilità presenti specie nidificanti di notevole interesse, a oggi non segnalate per la mancanza di apposite indagini, quali l'occhione (Burhinus oedicnemus).

## Flora
Il SIR è caratterizzato dal mosaico di garighe a Santolina etrusca e Satureja montana (con buona presenza anche di Cistus incanus e Ampelodesmos mauritanicus) con praterie terotifiche.